# Lara Maggio
Lara Maggio (5 agosto 1998) è un'artista marziale italiana campionessa del mondo U18 jujitsu - duo system femminile.

## Biografia
Inizia a praticare jujitsu nella palestra di Cento (sede centrale del CSR Jujitsu Italia) nel 2008 sotto la guida del maestro Silvano Rovigatti. Ottiene la cintura nera 1º Dan nel 2013 ed il 2º nel 2015. Entra a far parte della nazionale giovanile di Jūjutsu nel 2014 assieme a Alice Rovigatti per la categoria duo system femminile.

## Palmarès
- Campionato italiano Jujitsu under-18 (duo system femminile)

2014:  - con Alice Rovigatti
- Campionato italiano Jujitsu under-18 (duo system femminile)

2015:  - con Alice Rovigatti
- Campionato mondiale Jujitsu under-18 (duo system femminile)

2015:  - con Alice Rovigatti
- Campionato italiano Jujitsu under-18 (duo system femminile)

2016:  - con Alice Rovigatti
- Campionato mondiale Jujitsu under-21 (duo system show femminile)

2016:  - con Alice Rovigatti
- Campionato mondiale Jujitsu under-21 (duo system show femminile)

2017:  - con Alice Rovigatti
- Campionato mondiale Jujitsu under-21 (duo system femminile)

2017:  - con Alice Rovigatti
- Campionato italiano Jujitsu (duo system femminile)

2017:  - con Alice Rovigatti